# Dombeya torrida
Dombeya torrida là một loài thực vật có hoa trong họ Cẩm quỳ. Loài này được (J.F.Gmel.) Bamps mô tả khoa học đầu tiên năm 1962.